# Nederlandse spelling
De Nederlandse spelling is in Nederland, Vlaanderen en Suriname officieel geregeld. Het betreft, in gewijzigde vorm, de zogenoemde spelling-De Vries en Te Winkel. Deze spelling, opgesteld in 1863, is in België ingevoerd in 1864, in het Koninkrijk der Nederlanden in 1883. Zij is vervolgens nog een aantal malen gewijzigd:
- in 1946 (België);
- in 1947 (Nederland, Nederlandse Antillen en Suriname);
- in 1996 (België en Nederland), via de Nederlandse Taalunie;
- in 2005 (België en Nederland), eveneens via de Nederlandse Taalunie.

Hoewel de vastgelegde spelling in zowel Nederland als Vlaanderen alleen verplicht is voor overheid en onderwijs, geven veel taalgebruikers er de voorkeur aan haar eveneens te volgen. De richtlijn die hierbij in de regel als uitgangspunt wordt genomen, is de Woordenlijst Nederlandse taal, beter bekend als het Groene Boekje.

## Wettelijke basis

### Nederland
In Nederland is de spelling geregeld op basis van de Spellingwet van 15 september 2005. Deze werd op 22 februari 2006 van kracht en verving daarmee de Wet voorschriften schrijfwijze Nederlandsche taal van 14 februari 1947.
De Spellingwet geeft aan het Comité van Ministers van de Nederlandse Taalunie de bevoegdheid per ministerieel besluit de spelling van het Nederlands vast te leggen. Bovendien schrijft de wet voor dat deze spelling moet worden gevolgd "bij de overheidsorganen, bij de uit de openbare kas bekostigde onderwijsinstellingen, alsook bij de examens waarvoor wettelijke voorschriften zijn vastgesteld."
In andere gevallen verdient het aanbeveling, maar is het niet verplicht de officiële spelling te volgen. Een journalist, een politicus en zeker een copywriter mogen, ja moeten soms zelfs afwijken van de officiële spelling, omdat het hun opgave is zo veel mogelijk lezers te bereiken met een boodschap.
Het Besluit bekendmaking spellingvoorschriften 2005 heeft als bijlage de Leidraad, de spellingregels waartoe het Comité van Ministers op 25 april 2005 heeft beslist. Dit besluit is op 1 augustus 2006 in werking getreden en verving daarmee het Spellingbesluit van 19 juni 1996.

### Vlaanderen
In Vlaanderen wordt de wettelijke basis voor de spelling gevormd door het Spellingbesluit van de Prins-Regent van 9 maart 1946. Dit nog in de oude spelling gestelde besluit bepaalt dat de officiële spelling geldt “voor het onderwijs van het Nederlandsch, voor de administratieve briefwisseling, voor den Nederlandschen tekst der wetten en besluiten en, in het algemeen, voor alle openbare akten uitgaande van de wettig aangestelde overheid.” Met andere woorden: voor het schoolvak Nederlands en voor overheidsdocumenten. Verder bevatte het alleen de wijzigingen ten opzichte van de spelling-De Vries en Te Winkel. In 1954 kwam hier de Woordenlijst (het Groene Boekje) bij op grond van het Koninklijk Besluit van 19 augustus 1954.
Het Besluit van de Vlaamse regering tot vaststelling van bepaalde regels van de officiële spelling en van de spraakkunst van de Nederlandse taal van 30 mei 1996 verving het oude Groene Boekje door de nieuwe Leidraad en een aanvullende lijst met bastaardwoorden die afwijken van de algemene spellingsregels. Alleen deze beperkte woordenlijst heeft dus een officiële status voor ambtenaren en in het onderwijs. Het laatstgenoemde besluit trad in werking op 1 september 1996, met een overgangstermijn van een jaar.
Op 30 juni 2006 besloot de Vlaamse Regering om, met betrekking tot de spelling van de Nederlandse taal, vanaf 1 augustus 2006 spellingregels en woordenlijst onder auspiciën van de Nederlandse Taalunie te laten gelden en die van 30 mei 1996 op te heffen.

### Suriname
De Republiek Suriname heeft nog geen wet uitgevaardigd die de spelling van de Nederlandse taal regelt. Tot de toetreding van Suriname als geassocieerd lid van de Nederlandse Taalunie, in 2004, werd er de spelling van 1947 gevolgd. Inmiddels heeft Suriname aangegeven de door de Taalunie in 2005 vastgelegde spelling te willen volgen. De Taalunie heeft een werkgroep Implementatie Spelling opgericht die moet adviseren over de wettelijke invoering van de nieuwe spelling en de toepassing ervan bij de overheid en in het onderwijs.

### Officiële status
Volgens het Nederlandse en het Vlaamse besluit uit 2006 hebben de volgende documenten wettelijke status:
- De Leidraad Nederlandse spelling, opgenomen als bijlage 1 bij beide besluiten.
- Een woordenlijst van circa 16.000 woorden, opgenomen als bijlage 2 bij beide besluiten.

De Woordenlijst Nederlandse taal (het Groene Boekje) is een uitwerking van deze bijlagen. Dit betekent dat niet alle woorden in het Groene Boekje officiële status genieten: deze ontbreekt als een woord niet is opgenomen in bijlage 2 en niet onder een van de regels uit de Leidraad valt.

## Spellingregels
De Nederlandse spellingsregels gaan uit van basisbeginselen omtrent de standaarduitspraak, gelijkvormigheid en etymologie; daarnaast zijn er regels voor verdubbeling en verenkeling van klinkers.

## Afwijkende spellingen

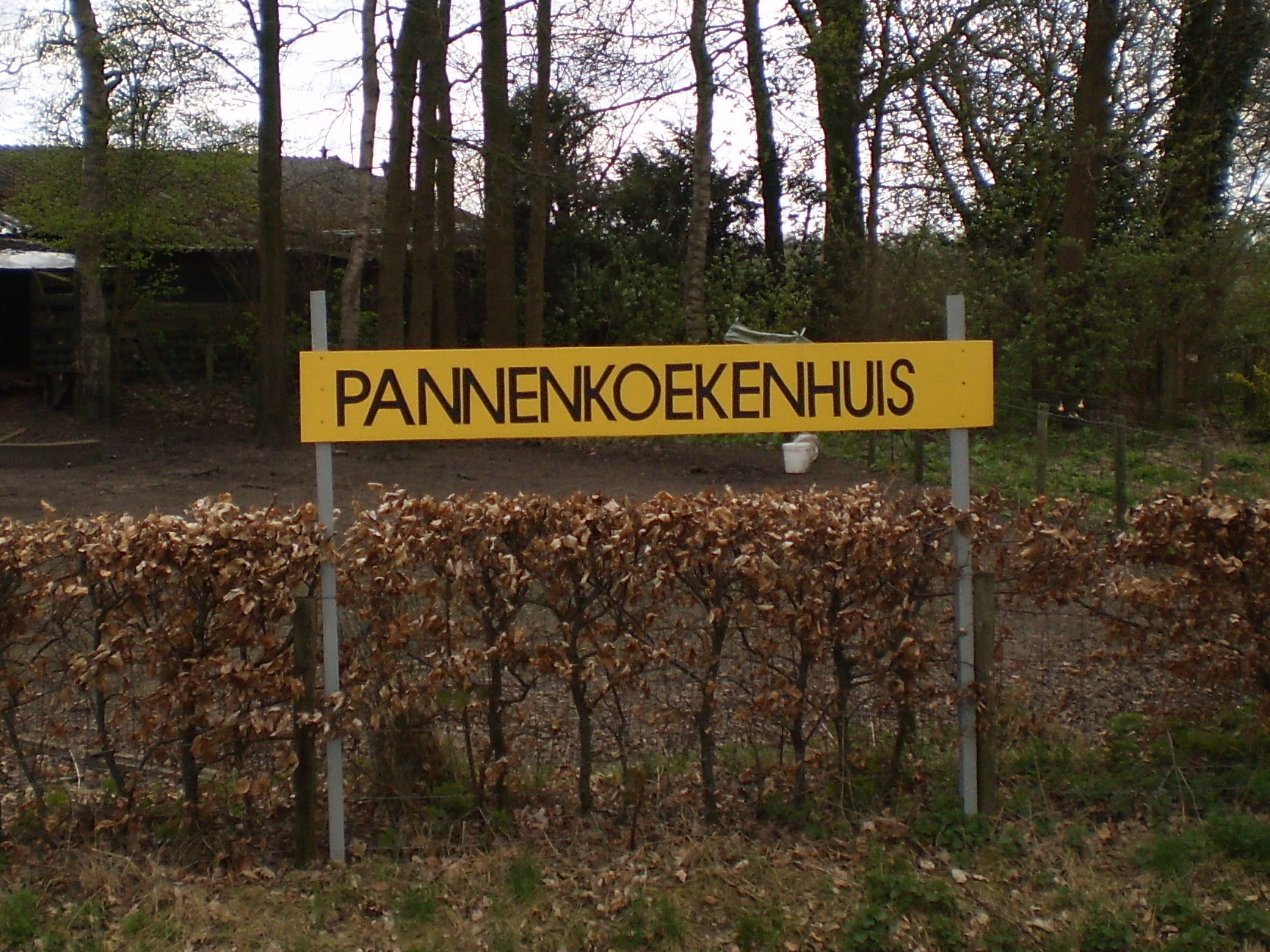
Bord bij pannenkoekenrestaurant in de omgeving van Zutphen, 2010.

In een aantal woordenboeken en andere spellingnaslagwerken week na 1995 de spelling op enkele punten af van die van het Groene Boekje. Het betrof hier vooral de woordenboeken van Van Dale Lexicografie, Het Spectrum (Prisma) en de Spellingwijzer Onze Taal. Met ingang van 2005 volgen vrijwel alle woordenboeken de officiële spelling. Doordat deze verschillende naslagwerken echter tegelijkertijd zijn samengesteld op grond van gegeven regels die nog interpretatie behoefden, zijn er - zo goed als onvermijdelijk - een aantal incidentele verschillen ontstaan. Zonder volledig te zijn, betreft het onder andere: actievoeren (Groene Boekje - GB) tgov. actie voeren (Van Dale - VD); handenvol werk (GB) tgov. handen vol werk (VD); een Onzevader (GB) tgov. een onzevader (VD); Qatar (GB) tgov. Katar (VD).
Met de doorvoer van de nieuwe Nederlandse spelling in 1996 is in het bijzonder het gebruik van de tussen-n in samenstellingen van twee woorden onder handen genomen. De nieuwe tussen-n-regels leidden ertoe dat er veel vaker een tussen-n wordt geschreven dan voorheen, om de tussenklank (een interfix) die doorgaans als een sjwa wordt uitgesproken, te vertegenwoordigen.
Afgezien van deze bestaande verschillen heeft het Genootschap Onze Taal een eigen spellinggids samengesteld, waarin een regelsysteem wordt gehanteerd dat bewust afwijkt van de officiële spelling: het Witte Boekje. Aangezien veel Nederlandstaligen de tussen-n en eind-n van nature niet uitspreken, leidt deze regel namelijk nogal eens tot veel geharrewar. Een aantal kranten en weekbladen was van mening dat de nieuwe uitgave van het Groene Boekje in 2005 de regels bovendien nog eens extra bemoeilijkte met allerhande uitzonderingen, en namen derhalve afstand van de officiële spelling. Hieruit ontstond het Platform de Witte Spelling, dat in 2006 leidde tot de uitgave van het Witte Boekje. Het platform heeft steun ontvangen van veel organisaties, waardoor men bijvoorbeeld in nationale kranten zoals NRC Handelsblad weer als vanouds geschreven samenstellingen met alleen een tussen-e aantreft.
De witte gids gaat uit van en beoogt een groter vertrouwen in het aanvoelen van de eigen taal en reikt daartoe onder meer begrijpelijke (en naar eigen zeggen toegankelijker) regels aan. Vermeldenswaard is dat elk woord in de woordenlijst van het Witte Boekje voorzien is van een verwijzing naar de spellingregel die de schrijfwijze van dat woord regelt. Het Witte Boekje blijft een aantal spellingregels steunen die in 1995 nog algemeen golden, doch die in de tegenwoordige officiële spelling zijn verlaten. Een voorbeeld is de spellingregel die stelde dat tijdperken (*Middeleeuwen, het *Kwartair) met een hoofdletter dienden te worden geschreven.

## Onderwijs
In Nederland wordt in de 21e eeuw de Nederlandse spellings- en leesmethodiek 'Zo leer je kinderen lezen en spellen' (ZLKLS) van orthopedagoog drs. José Schraven aangeboden in het primair onderwijs volgens het Interactief Gedifferentieerd model voor Directe Instructie (IGDI), door onder meer uitgeverij Malmberg. De methodiek gaat uit van de klanksynthesebenadering. Onderzoeker van de methodiek, prof. dr. Anna M.T. Bosman, professor aan de Radboud Universiteit te Nijmegen, noemt het een "effectieve preventieve instructiemethodiek". In het schooljaar 2006-2007 is onderzoek gedaan naar de effectiviteit van de methodiek bij leerlingen in het speciaal basisonderwijs, daarna nog aan de openbare basisschool Het Kofschip te Zevenaar (2009) en aan de basisschool St. Vitusschool te Well. Een andere behandeling van de spelling biedt bijvoorbeeld Fontein en Pesch-ter Meer: Nederlandse grammatica voor anderstaligen.

### 34 regels van Schraven
Op basisscholen in Nederland worden wel de volgende 34 regels voor de spelling aangeleerd.
| Nummer | Naam                                            | Omschrijving                                                                                  | Voorbeelden |
| ------ | ----------------------------------------------- | --------------------------------------------------------------------------------------------- | --- |
| 1      | Hakwoord                                        | We hakken het woord in mootjes en schrijven de gehoorde klanken                               | L-a-t, lat; h-e-t, het maar: w-e-r-k, werk, niet: werrek; f-i-l-m, film, niet: fillum                                                                  |
| 2      | Zingwoord                                       | De aparte klank van -ng                                                                       | Zing, bang, dingdong, gong, lang, long |
| 3      | Luchtwoord                                      | We horen -g, maar schrijven -ch                                                               | Lucht, lach, licht, pech, toch, chaos, juichen, goochelaar, kachel                                                                                     |
| 4      | Plankwoord                                      | We horen de klank uit een zingwoord met -k, dus -ngk, maar schrijven -nk                      | Plank, dank, bank, rank |
| 5      | Eer-oor-eur-woord                               | We horen een lange klank en schrijven die ook met dubbele -ee of -oo, of eenvoudig -eu        | Eer, keer, weer - door, hoor, oor - beurt, deur, keuren                                                                                                |
| 6      | Aai-ooi-oei-woord                               | We horen -j, maar schrijven -i                                                                | Aai, bemoeien, haai, loei, mooi, oei, roeien |
| 7      | Eeuw-ieuw-woord                                 |                                                                                               | Eeuw, geeuw, leeuw, schreeuw, sneeuw - nieuw, kieuw |
| 8      | Langermaakwoord                                 | We verlengen het woord om te horen of een -t of een -d moet                                   | Hond - honden, dus met -d; kat-katten, mand-manden, krab-krabben, dus -b                                                                               |
| 9      | Voorvoegsel, uh-klank                           | We horen -uh-, maar schrijven -e-                                                             | Gemaakt, rekenen |
| 10     | Klankgroepenwoord                               | Bij lange klanken verdubbelen we de klinker a, e, i, o, u in het meervoud niet                | Boom-bomen, naam-namen, raam-ramen |
| 11     | Verkleinwoord: met aan het eind –je, -tje, -pje | We volgen de uitspraak bij lange -a en -o met dubbele -aa en -oo                              | Chocola-chocolaatje, papa-papaatje, kado-kadootje, o-ootje                                                                                             |
| 12     | Achtervoegsels –ig en -lijk                     | We horen -ug- en -luk, maar schrijven -ig en -lijk                                            | Gelukkig, afschuwelijk, huwelijk, lelijk |
| 13     | Kilowoord                                       | We horen -ie, maar schrijven -i                                                               | Kilo |
| 14     | Komma-s-woord                                   | Eerst de komma, dan de s. Met komma wordt hier apostrof bedoeld.                              | 's Avonds, 's morgens, 's nachts |
| 15     | Centwoord                                       | We horen -s, maar schrijven -c                                                                | Cent, producent, centrum, citroen (ook kilowoord) |
| 16     | Komma-s in meervoud                             | Bij een lange klank aan het eind 's maar niet bij -ee. Met komma wordt hier apostrof bedoeld. | Kassa's, foto's maar: dominees |
| 17     | Politiewoord                                    | We horen -tsie, maar schrijven -tie                                                           | Politie, munitie, auditie, devotie |
| 18     | Colawoord                                       | We horen -k, maar schrijven -c                                                                | Cola, cantate, maar: kopie |
| 19     | Tropisch woord                                  | We horen -ies, maar schrijven -isch                                                           | Tropisch, logisch, iconisch, ironisch, pathetisch, pedagogisch                                                                                         |
| 20     | Taxiwoord                                       | We horen -ks-, maar schrijven -x-                                                             | Luxe, box, taxi (niet taxie) |
| 21     | Chefwoord                                       | We horen -sj-, maar schrijven -ch in woorden uit het Frans                                    | Chef, chocola, rechercheur |
| 22     | Theewoord                                       | We horen -t, maar schrijven -th                                                               | Thee, theater |
| 23     | Caféwoord                                       | We horen -ee, maar schrijven -é in woorden uit het Frans                                      | Café, varieté |
| 24     | Cadeauwoord                                     | We horen -o, maar schrijven -eau in woorden uit het Frans                                     | Cadeau (soms, maar niet officieel, geschreven als: kado), bureau, eau de cologne                                                                       |
| 25     | Routewoord                                      | We horen -oe, maar schrijven -ou in woorden uit het Frans                                     | Route, souvenir |
| 26     | Garagewoord                                     | We horen -zj, maar schrijven -g in woorden uit het Frans                                      | Garage, bagage, page, rage, tuigage |
| 27     | Lollywoord                                      | We horen -ie, maar schrijven -y in woorden uit het Engels                                     | Lolly, baby |
| 28     | Tremawoord, met puntjes                         | We horen -ie-jen, maar schrijven puntjes op de -ië                                            | Financiën, financiële (maar: financieel). Vergelijk 33 Trema (puntjes) bij een meervoud, voor een soortgelijk gebruik als in knie-knieën.              |
| 29     | Militairwoord                                   | We horen -èr, maar schrijven -air in woorden uit het Frans                                    | Militair, autoritair, arbitrair |
| 30     | Koppelteken (-)                                 | Streepje om klinkers (a, e, i, o, u) te scheiden Plaatsnamen Met afkortingen Ex-, oud-        | Vanille-ijs Noord-Amerika Mavo-examen, wc-rol Ex-vriend, oud-leerling                                                                                  |
| 31     | Trottoirwoord                                   | We horen -waar, maar schrijven -oir in woorden uit het Frans                                  | Trottoir, abattoir. Pas op: oudere woorden met -oi worden uitgesproken als -oo: oirbaar, Oisterwijk. Notoir uit het Frans heeft de uitspraak "notoor". |
| 32     | Tussen -e bij samenstellingen                   | We horen -uh, maar schijven -e                                                                | Reuzeleuk, flauwekul, groenteman, secondewijzer |
| 33     | Trema (puntjes) bij meervoud                    | We horen -jen, maar schrijven -ën erachter                                                    | Drie-drieën, knie-knieën, economie-economieën maar: bacteriën, oliën, financiën                                                                        |
| 34     | Latijns voorvoegsel                             | ab, ad-, con-, ob-, sub-                                                                      | Abces, advent, consumptie, controle, obsessie, substantie, maar geen voorvoegsel in: ad rem (= ter zake; twee losse woorden)                           |

## Kennis van de spellingsregels
De kennis van de spellingsregels van het Nederlands gaat sinds 2010 drastisch achteruit. Dit komt doordat er op de middelbare school meer aandacht is voor vlotte mondelinge communicatie dan voor de spelling. Ook de achteruitgang van de leescultuur is een oorzaak. Onderzoek toonde in 2008 aan dat laatstejaarsleerlingen aso (algemeen secundair onderwijs) in Vlaanderen en vwo (voorbereidend wetenschappelijk onderwijs) in Nederland de eindtermen/kerndoelen Nederlands voor spelling en grammatica nauwelijks haalden.
De professoren Jacques Van Keymeulen en Yves T'Sjoen, docenten Nederlandse taalkunde en literatuur (UGent), waarschuwen al jaren dat er in Vlaanderen een tekort aan leerkrachten Nederlands dreigt. Dit heeft soms tot gevolg dat leerlingen op school Nederlands krijgen door leerkrachten die daar eigenlijk niet voor opgeleid zijn.